# Human Cell Atlas
Human Cell Atlas (HCA, « Atlas des cellules humaines ») est un projet international visant à décrire et cartographier toutes les cellules du corps humain. Sa finalité est de mieux comprendre le développement et le fonctionnement du corps, et d'améliorer le diagnostic, le suivi et le traitement des maladies.
Lancé en 2016 par une groupe d'une centaine de chercheurs, le projet est porté par un consortium regroupant en 2024 plus de 3 600 chercheurs de 102 pays. Fin 2024, les données, acquises grâce à quelque 9 000 donneurs à travers le monde, concernent environ 62 millions de cellules humaines, classées en 18 réseaux biologiques (cartes cellulaires du système nerveux, des poumons, du cœur, de l'intestin, du système immunitaire, etc.).